# Liste d'élections en 1990
Chronologie des élections
- 1986
- 1987
- 1988
- 1989
- 1990
- 1991
- 1992
- 1993
- 1994

Cette liste recense les élections organisées durant l'année 1990. Elle inclut les élections législatives et présidentielles nationales dans les États souverains, ainsi que les référendums au niveau national.

## Commentaires généraux
Des élections multipartites sont organisées dans des pays du bloc de l'Est et dans des républiques internes à l'Union soviétique. Certaines (Géorgie, Lettonie, Tchécoslovaquie…) voient la victoire de partis anti-communistes et indépendantistes ; d'autres (Azerbaïdjan, Ukraine, Mongolie…), la victoire des communistes lors d'élections libres. En Allemagne de l'Est (18 mars), les communistes sont battus, entraînant la disparition du pays et la réunification de l'Allemagne le 3 octobre. Dans les républiques internes à la Yougoslavie, la fin du régime du parti unique amène à la défaite électorale des communistes en Bosnie-Herzégovine et en Macédoine (novembre), où les électeurs se tournent vers des partis d'une droite nationaliste ethnique. Au Monténégro, à l'inverse, les communistes conservent le pouvoir à l'issue d'élections libres et multipartites (décembre).
Au Myanmar (Birmanie), la Ligue nationale pour la démocratie, d'Aung San Suu Kyi, remporte largement les élections du mois de mai. Les résultats ne sont toutefois pas reconnus par la junte militaire, qui conserve le pouvoir.
En Afrique, le Gabon et la Côte d'Ivoire font l'expérience d'élections multipartites, après l'abandon d'un régime à parti unique, mais sans que cela n'entraîne d'alternance au pouvoir. Dans le même temps, les citoyens du Bénin et de Guinée approuvent par référendum une transition vers le multipartisme (décembre).
En Colombie, en proie aux violences terroristes orchestrée par les cartels de la drogue, les principaux candidats à l'élection présidentielle du mois de mai sont assassinés. Au Pérou, l'élection d'Alberto Fujimori à la présidence de la République (juin) aboutit à l'instauration d'une violente dictature néo-libérale.

## Par mois

### Janvier
| Date      | Pays                | Élections    | Contexte | Résultats |
| --------- | ------------------- | ------------ | --- | --- |
| 7 janvier | RSS du Turkménistan | Législatives | La RSS turkmène à cette date est un État membre de l'URSS. Le multipartisme a été adopté en principe, mais aucun parti d'opposition n'a encore émergé ; le Parti communiste demeure le seul parti reconnu. | Le Parti communiste conserve la très grande majorité des sièges, les autres revenant à des élus sans étiquette. Au mois d'août, le Soviet suprême du Turkménistan proclame la souveraineté du pays, sans toutefois rompre formellement avec l'URSS. En octobre, le pays organise sa première élection présidentielle. |

### Février
| Date       | Pays                | Élections                      | Contexte | Résultats |
| ---------- | ------------------- | ------------------------------ | --- | --- |
| 4 février  | Costa Rica          | Législatives et présidentielle | | Alternance. Le Parti unité sociale-chrétienne (centre droit) remporte de justesse une majorité absolue des sièges au Parlement. Son candidat Rafael Calderón est élu président de la République avec 51,5 % des voix, devant Carlos Castillo (Parti de la libération nationale, centre gauche).                                                                                |
| 6 février  | Palaos              | Référendum                     | Les Palaos à cette date sont un territoire sous tutelle des États-Unis d'Amérique. Le gouvernement américain accepte d'accorder l'indépendance, à condition que le pays demeure lié aux États-Unis par un traité de libre association. C'est cette proposition qui est soumise aux électeurs. | La proposition est approuvée par 60,8 % des votants. Néanmoins, le taux de participation étant inférieur à 75 %, la mesure n'est pas adoptée. |
| 18 février | Japon               | Législatives                   | Élection de la Chambre des représentants (chambre basse). | Le Parti libéral-démocrate (droite) conserve la majorité absolue des sièges. Toshiki Kaifu demeure premier ministre. |
| 18 février | RSS d'Ouzbékistan   | Législatives                   | Pour la première fois, des candidats d'opposition sont autorisés à prendre part à l'élection. | Le Parti communiste conserve la majorité absolue des sièges au Soviet suprême. Le Mouvement populaire pour l'unité (opposition) remporte un dixième des sièges. Islam Karimov (communiste) devient président. En août 1991, le Soviet suprême déclare l'indépendance du pays.                                                                                                  |
| 24 février | RSS de Lituanie     | Législatives                   | 1er tour | - |
| 25 février | RSS du Kirghizistan | Législatives                   | 1er tour | - |
| 25 février | Nicaragua           | Législatives et présidentielle | | Alternance. L'Union nationale d'opposition (alliance de partis allant des conservateurs néo-libéraux aux communistes) remporte la majorité absolue des sièges au Parlement. Le président sortant Daniel Ortega (Front sandiniste de libération nationale, gauche) est battu par Violeta Chamorro, la candidate de l'Union nationale d'opposition, qui obtient 54,7 % des voix. |
| 25 février | RSS du Tadjikistan  | Législatives                   | La RSS tadjike est un État à parti unique. | Le Parti communiste conserve la quasi-totalité des sièges, les autres revenant à des élus sans étiquette. |
| février    | RSS de Moldavie     | Législatives                   | 1er tour | - |

### Mars
| Date         | Pays               | Élections                      | Contexte | Résultats |
| ------------ | ------------------ | ------------------------------ | --- | --- |
| 4 et 11 mars | Comores            | Présidentielle                 | Élections entamées le 18 février, mais abandonnées en raison d'accusations de fraude, et reportées au mois de mars. Premières élections multipartites depuis l'indépendance du pays. | Le président sortant Saïd Mohamed Djohar (Union comorienne pour le progrès) remporte l'élection au second tour, avec 55,1 % des suffrages. |
| 4 mars       | Togo               | Législatives                   | Le Togo à cette date est un État à parti unique. les électeurs ont le choix entre plusieurs candidats par circonscription, mais ils sont tous proposés par le même parti. | Le Rassemblement du peuple togolais (parti unique, nationalisme africain) conserve mécaniquement la totalité des sièges. |
| 4 mars       | RSFS de Russie     | Législatives                   | Élection du Congrès des députés du peuple de Russie. La Russie est un État ayant de jure une certaine autonomie au sein de l'Union soviétique. Pour ce scrutin, le Parti communiste demeure le seul parti officiellement reconnu, mais -tout comme pour les élections législatives soviétiques de 1989- les candidats d'opposition sont autorisés à se présenter (sans étiquette). Le mouvement réformateur « Russie démocratique » soutient de nombreux candidats d'opposition.                                                                                                | Le Parti communiste conserve la majorité absolue des sièges, malgré d'importantes victoires de candidats d'opposition. Boris Eltsine, député élu sous l'étiquette communiste, est élu président du Congrès, et donc chef d'État de facto de la Russie. |
| 4 au 10 mars | RSS de Lituanie    | Législatives                   | 2d tour. (Un troisième tour est organisé du 7 au 21 avril dans quelques circonscriptions où le taux de participation avait été trop faible.) Premières élections multipartites depuis 1926. Le mouvement Sąjūdis (mouvement indépendantiste et réformateur, composé à la fois de non-communistes et de communistes favorables à la politique de glasnost et de perestroika de Mikhaïl Gorbatchev) ne participe pas à l'élection en tant que tel, mais soutient de nombreux candidats sans étiquette, ainsi que des candidats de la branche indépendantiste du Parti communiste. | Les candidats soutenus par le mouvement Sąjūdis remportent la majorité absolue des sièges au Soviet suprême. L'assemblée élit Vytautas Landsbergis (conservateur) à la tête du pays, et déclare son indépendance le 11 mars. |
| 11 mars      | Colombie           | Législatives                   | Le pays est en proie aux violences terroristes orchestrées par les cartels de la drogue, qui assassinent des dirigeants politiques. | Le Parti libéral (centre-gauche) conserve une majorité absolue des sièges. |
| 13 mars      | Grenade            | Législatives                   | | Alternance. Parlement sans majorité. Le Congrès démocratique national (centre-gauche, libéral) obtient une majorité relative des sièges. Nicholas Brathwaite (CDN) devient premier ministre, succédant à Ben Jones (Nouveau Parti national, conservateur). |
| 4 au 18 mars | RSS d'Ukraine      | Législatives                   | Premières élections multipartites depuis 1918. | Le Parti communiste conserve la majorité absolue des sièges, devançant le Bloc démocratique (alliance de partis d'opposition). L'assemblée élit Volodymyr Ivachko (communiste) à la tête du pays. |
| 18 mars      | Allemagne de l'Est | Législatives                   | Premières élections où les partis soient en concurrence, plutôt qu'appartenant à une liste commune. Pour la première fois, les citoyens peuvent donc choisir entre différents partis politiques. | Parlement sans majorité. Une alliance de partis de droite emmenés par l'Union chrétienne-démocrate (CDU) remporte une majorité relative des sièges. Lothar de Maizière devient premier ministre, à la tête d'un large gouvernement de coalition qui inclut également le Parti social-démocrate et la Fédération des démocrates libres (libéraux). Le Parti du socialisme démocratique, ancien parti unique communiste, siège sur les bancs de l'opposition. Le 20 septembre, le Parlement vote l'unification avec l'Allemagne de l'Ouest. La République démocratique allemande (Allemagne de l'Est) disparaît le 3 octobre. |
| 18 mars      | RSS d'Estonie      | Législatives                   | Premières élections multipartites depuis 1932. | Parlement sans majorité. Le Front populaire (gauche, indépendantiste) remporte une majorité relative des sièges au Soviet suprême. Arnold Rüütel (Parti communiste) est néanmoins reconduit à la tête du pays par l'assemblée. Le 30 mars, le Soviet suprême issu de ces élections proclame l'indépendance du pays. |
| 18 mars      | RSS de Lettonie    | Législatives                   | Premières élections multipartites depuis 1931. | Le Front populaire (indépendantiste, libéral) remporte la majorité absolue des sièges au Soviet suprême, devant le Parti communiste. Bien que l'assemblée réélise le communiste Anatolijs Gorbunovs à le tête du pays, elle vote l'indépendance le 4 mai, et l'interdiction du Parti communiste l'année suivante. |
| 23 mars      | Zimbabwe           | Législatives et présidentielle | | Robert Mugabe (ZANU-PF : nationalisme noir, populisme) est réélu président avec 83,1 % des voix, face à Edgar Tekere (ZUM, conservateur). Le ZANU-PF conserve la quasi-totalité des sièges au Parlement. |
| 24 mars      | Australie          | Législatives                   | | Le Parti travailliste (centre-gauche) conserve sa majorité absolue des sièges. Bob Hawke demeure premier ministre. |
| 25 mars      | Hongrie            | Législatives                   | 1er tour | - |
| 25 mars      | RSS du Kazakhstan  | Législatives                   | La RSS kazakhe, État membre de l'URSS, est un État à parti unique. | Le Parti communiste conserve la quasi-totalité des sièges, quelques sièges revenant à des élus sans étiquette. |
| mars         | RSS de Moldavie    | Législatives                   | 2d tour. Le Parti communiste demeure le seul parti officiellement reconnu, mais pour la première fois, les candidats d'opposition sont autorisés à se présenter (sans étiquette). | Le Front populaire (nationaliste, réformateur) s'allie avec des communistes réformateurs au Soviet suprême pour avoir une majorité. L'assemblée ainsi élue déclare l'indépendance de la Moldavie en août 1991. |

### Avril
| Date           | Pays                | Élections                      | Contexte | Résultats |
| -------------- | ------------------- | ------------------------------ | --- | --- |
| 7 avril        | RSS du Kirghizistan | Législatives                   | 2d tour. Le Parti des communistes demeure le seul parti autorisé, mais des candidatures sans étiquette sont permises.                                                                                                  | Le Parti des communistes conserve environ 90 % des sièges. Néanmoins, plusieurs élus, dont certains membres du parti, sont affiliés au mouvement d'opposition démocratique. |
| 7 avril        | Niue                | Législatives                   | La vie politique de cette démocratie parlementaire n'est pas axée sur les partis politiques. | Les citoyens élisent principalement des candidats favorables au gouvernement. Le premier ministre Robert Rex conserve la confiance de la nouvelle assemblée. |
| 8 avril        | Grèce               | Législatives                   | | Le parti Nouvelle Démocratie (libéral-conservateur) remporte tout juste la majorité absolue des sièges. Konstantínos Mitsotákis est nommé premier ministre. |
| 8 avril        | Hongrie             | Législatives                   | 2d tour. Premières élections multipartites depuis 1945. | Parlement sans majorité. Le Forum démocrate hongrois (conservateur) obtient une majorité relative des sièges, devant l'Alliance des démocrates libres (social-libérale). József Antall (Forum démocrate) devient premier ministre.                                                      |
| 8 avril        | Pérou               | Législatives et présidentielle | Tour unique des législatives, et 1er tour de la présidentielle. | Parlement sans majorité. Le Front démocratique (centre-droit, libéral) remporte une majorité relative des sièges. |
| 22 avril       | Corée du Nord       | Législatives                   | Les candidats sont tous choisis par le Front démocratique pour la réunification de la patrie. Il y a un seul candidat par circonscription ; les électeurs sont invités à voter pour ou contre le candidat sélectionné. | Le Parti du travail (juche, stalinisme) et ses alliés conservent la totalité des sièges. Les autorités annoncent que 100 % des électeurs ont approuvé les candidats proposés. Yon Hyong-muk demeure premier ministre.                                                                   |
| 22 et 23 avril | RS de Croatie       | Législatives                   | À cette date, la Croatie est membre de la République fédérative socialiste de Yougoslavie. Premières élections multipartites depuis 1938.                                                                              | L'Union démocratique croate (conservatrice) remporte la majorité absolue des sièges au nouveau Parlement croate. Elle devance la Ligue des communistes de Croatie, jusque-là au pouvoir. Stjepan Mesić devient premier ministre. Quatre mois plus tard éclate la guerre d'indépendance. |

### Mai
| Date         | Pays                   | Élections                                    | Contexte | Résultats |
| ------------ | ---------------------- | -------------------------------------------- | --- | --- |
| 6 mai        | Chypre du Nord         | Législatives et présidentielle               | | Le Parti de l'unité nationale (droite nationaliste), au pouvoir, qui disposait d'une majorité relative des sièges au Parlement, obtient cette fois une majorité absolue. Son candidat Rauf Denktaş est réélu président de la République avec 66,7 % des voix. |
| 14 et 15 mai | Tonga                  | Législatives                                 | Les Tonga à cette date ne sont pas dotés d'un système de gouvernement responsable. Le gouvernement est nommé par le roi sans consulter le Parlement. Seuls une minorité des membres du Parlement sont élus par les citoyens. | Les candidats favorables à la démocratie remportent la plupart des sièges alloués aux élus du peuple, mais sont mis en minorité par les représentants de la noblesse et les membres nommés par le roi. |
| 16 mai       | République dominicaine | Législatives et présidentielle               | | Parlement sans majorité. Le Parti réformiste social chrétien (droite) et ses alliés conservent une majorité relative des sièges au Congrès. Joaquín Balaguer (PRSC) est réélu président avec 35,3 % des voix, devançant Juan Bosch (Parti de la libération dominicaine, centre-gauche). |
| 20 mai       | RSS d'Arménie          | Législatives                                 | État membre de l'URSS, l'Arménie autorise des candidats d'opposition sans étiquette. | Le Parti communiste conserve de peu une majorité absolue des sièges. La plupart des élus officiellement sans étiquette sont membres du Mouvement national pan-arménien (libéral, nationaliste, anti-communiste). De nombreux sièges ne sont pas pourvus, en raison d'un faible taux de participation. Le 23 août, le pays devient la « République d'Arménie », sans toutefois rompre formellement avec l'Union soviétique. Vazgen Manoukian devient alors premier ministre. |
| 20 mai       | Roumanie               | Législatives et présidentielle               | Premières élections multipartites depuis 1937. Elles font suite à la Révolution roumaine de 1989. | Le Front de salut national (gauche) remporte une large majorité des sièges au Parlement. Son candidat Ion Iliescu est élu président de la République avec 85,1 % des voix. |
| 22 et 23 mai | Syrie                  | Législatives                                 | La Syrie à cette date n'est pas une démocratie. Seuls les partis affiliés au Front national progressiste, dominé par le Parti Baas, sont autorisés. | Le Parti Baas (pan-arabisme, socialisme arabe) conserve la majorité absolue des sièges. |
| 27 mai       | Colombie               | Présidentielle et référendum constitutionnel | Le pays est en proie aux violences terroristes orchestrées par les cartels de la drogue, qui assassinent des dirigeants politiques. Le référendum, organisé à la demande notamment de mouvements étudiants pour la paix et la démocratie, demande aux citoyens de se prononcer pour ou contre l'élection ultérieure d'une assemblée constituante. Durant la campagne pour l'élection présidentielle, les candidats de trois des principaux partis sont assassinés. | César Gaviria (Parti libéral, centre-gauche) est élu président avec 48,2 % des voix. Il est le survivant d'une tentative d'assassinat par les cartels de la drogue. Il succède à Virgilio Barco Vargas (même parti). Quant au référendum, la proposition est approuvée par 95,8 % des votants. L'élection d'une assemblée constituante a donc lieu en décembre. |
| 27 mai       | Birmanie               | Constituantes                                | Il s'agit d'élire une assemblée constitutionnelle. Premières élections multipartites depuis 1960 ; le pays est une dictature militaire. | La Ligue nationale pour la démocratie (socialiste), menée par Aung San Suu Kyi, remporte une large majorité des sièges. Le Parti de l'unité nationale, représentant la junte militaire au pouvoir, est largement battu. Le gouvernement refuse de reconnaître les résultats, et conserve le pouvoir par la force. Aung San Suu Kyi est maintenue en résidence surveillée.                                                                                                   |
| 28 mai       | Dominique              | Législatives                                 | | Le Parti de la liberté (libéral-conservateur) conserve de justesse une majorité absolue des sièges. Eugenia Charles demeure première ministre. |

### Juin
| Date          | Pays            | Élections      | Contexte | Résultats |
| ------------- | --------------- | -------------- | --- | --- |
| 8 et 9 juin   | Tchécoslovaquie | Législatives   | Premières élections multipartites depuis 1948. Elles font suite à la Révolution de velours. | Le parti tchèque Forum civique (libéral) et son pendant slovaque Société contre la violence remportent à eux deux une majorité absolue des sièges aux deux chambres du Parlement fédéral, devançant le Parti communiste. |
| 10 juin       | Koweït          | Législatives   | La tenue des élections répond aux protestations et manifestations populaires. Seuls la moitié des membres du Conseil national (corps législatif) sont élus, les autres étant nommés. Il n'y a pas de partis politiques. L'opposition appelle au boycott.  | En l'absence des partis politiques, tous les élus le sont sans étiquette. Deux mois plus tard, le Koweït est envahi par l'Irak. |
| 10 juin       | Pérou           | Présidentielle | 2d tour. Le candidat de l'Alliance populaire révolutionnaire américaine (gauche, parti au pouvoir) ayant été battu au premier tour, le résultat constitue nécessairement une alternance.                                                                  | Alberto Fujimori (parti Cambio 90, droite néolibérale) est élu avec 62,4 % des voix, devant l'écrivain Mario Vargas Llosa (Front démocratique, centre-droit, libéral). En 1992, le président Fujimori dissout le Congrès, abroge la Constitution et instaure une dictature néo-libérale, marquée par la corruption, les violations des droits de l'homme et les massacres à l'encontre de groupes rebelles. |
| 10 et 17 juin | Bulgarie        | Constituantes  | Élection d'une assemblée constituante. Premières élections multipartites depuis 1931. | Le Parti socialiste, issu de la transformation du Parti communiste, remporte la majorité absolue des sièges. Il devance l'Union des forces démocratiques (conservatrice). Dimitar Popov, juge, perçu comme impartial, est choisi comme premier ministre pour mener un gouvernement de transition. |
| 17 juin       | Équateur        | Législatives   | | Parlement sans majorité. Le Parti social-chrétien (conservateur) remporte une majorité relative des sièges. |
| 22 et 29 juin | Mongolie        | Législatives   | Ces élections résultent de larges manifestations contre le gouvernement, qualifiées de révolution démocratique. Les autorités acceptent d'organiser les premières élections multipartites depuis la fondation de la République populaire mongole en 1924. | Le Parti du peuple mongol (marxiste-léniniste), ancien parti unique, remporte la majorité absolue des sièges, et conserve ainsi le pouvoir à l'issue d'élections libres. Dashiin Byambasüren est nommé premier ministre. |

### Juillet
| Date       | Pays                            | Élections                  | Contexte | Résultats |
| ---------- | ------------------------------- | -------------------------- | --- | --- |
| 2 juillet  | République socialiste de Serbie | Référendum constitutionnel | Une proposition de nouvelle Constitution est soumise au peuple par référendum. Elle met fin au régime du parti unique, et introduit le multipartisme.                                                                                               | La proposition est approuvée par 97,3 % des votants. Les premières élections ont lieu en décembre. |
| 8 juillet  | Tchad                           | Législatives               | Premières élections depuis 1969. Le Tchad à cette date est un État à parti unique. Néanmoins, en application de la nouvelle Constitution adoptée en 1989, les électeurs ont le choix entre plusieurs candidats, tous officiellement sans étiquette. | Plusieurs cadres de l'Union nationale pour l'indépendance et la révolution (le parti unique) sont battus. En décembre, le gouvernement du dictateur Hissène Habré est renversé par un coup d'État. Idriss Déby prend le pouvoir, et l'Assemblée nationale issue de ces élections est dissoute. |
| 29 juillet | Hongrie                         | Référendum constitutionnel | Dans le cadre de la mise en place d'institutions démocratiques, le référendum propose l'élection du président de la République au suffrage universel, plutôt que par le Parlement.                                                                  | La proposition est approuvée par 85,9 % des votants. Mais en raison du très faible taux de participation (14 %), la proposition n'est pas adoptée. |

### Août
| Date    | Pays                 | Élections                  | Contexte | Résultats                                        |
| ------- | -------------------- | -------------------------- | --- | ------------------------------------------------ |
| 22 août | Sao Tomé-et-Principe | Référendum constitutionnel | Les électeurs sont invités à approuver une nouvelle Constitution qui introduit une démocratie multipartite, et qui limite la présidence de la République à deux mandats. | La réforme est approuvée par 95,3 % des votants. |

### Septembre
| Date         | Pays              | Élections    | Contexte | Résultats |
| ------------ | ----------------- | ------------ | -------- | --------- |
| 30 septembre | RSS d'Azerbaïdjan | Législatives | 1er tour | -         |

### Octobre
| Date             | Pays                | Élections                      | Contexte | Résultats |
| ---------------- | ------------------- | ------------------------------ | --- | --- |
| 3 octobre        | Brésil              | Législatives                   | | Parlement sans majorité. Le Parti du mouvement démocratique (libéral, populiste) perd sa majorité absolue des sièges, mais conserve la majorité relative. |
| 7 octobre        | Autriche            | Législatives                   | | Parlement sans majorité. Le Parti social-démocrate (SPÖ) conserve une majorité relative des sièges. Franz Vranitzky (SPÖ) demeure premier ministre à la tête d'un gouvernement de coalition avec le Parti populaire (ÖVP, conservateur). |
| 14 octobre       | RSS d'Azerbaïdjan   | Législatives                   | 2d tour. Élections organisées dans le cadre de la politique de glasnost de l'Union soviétique. Premières élections libres : les candidats d'opposition sont autorisés à participer. | Le Parti communiste conserve la majorité absolue des sièges ; le Front populaire (opposition, libéral-conservateur) remporte quarante-cinq sièges sur 360. Le mois suivant, néanmoins, le Soviet suprême d'Azerbaïdjan, issu de ces élections, déclare que l'Azerbaïdjan n'est plus une « république socialiste soviétique ». L'indépendance du pays est formellement proclamée en août 1991. |
| 21 octobre       | Malaisie            | Législatives                   | | Le Barisan Nasional conserve une majorité absolue des sièges. Mahathir Mohamad demeure premier ministre. |
| 24 octobre       | Pakistan            | Législatives                   | | Alternance. L'Alliance démocratique islamique (droite) remporte une majorité absolue des sièges, devançant le Parti du peuple pakistanais (centre-gauche) au pouvoir. Nawaz Sharif est nommé premier ministre. |
| 27 octobre       | Nouvelle-Zélande    | Législatives et référendum     | Face aux politiques économiques néo-libérales mises en place par le gouvernement travailliste (autrefois de gauche), le Parti national, historiquement de centre-droit, se pose en défenseur du tissu social et de la justice sociale. Le référendum qui a lieu le même jour propose d'allonger le mandat du Parlement à quatre ans, au lieu de trois. | Alternance. Le Parti national remporte la majorité absolue des sièges. Le Parti travailliste perd la moitié de ses sièges et connaît sa pire défaite depuis plus d'un demi-siècle. Jim Bolger devient premier ministre. La proposition soumise au référendum est rejetée par 69,3 % des votants.                                                                                              |
| 27 octobre       | RSS du Turkménistan | Présidentielle                 | Première élection présidentielle. Le chef de l'État jusque lors était le premier secrétaire du Parti communiste. L'élection prend la forme d'un plébiscite, le premier secrétaire sortant étant le seul candidat. | Saparmyrat Nyýazow (Parti communiste) est élu avec 98,3 % de suffrages favorables. |
| 21 et 28 octobre | Gabon               | Législatives                   | Premières élections multipartites. Premier tour initial le 16 septembre. À la suite de manifestations accusant les autorités de fraude, ce premier tour est annulé, et organisé à nouveau le 21 octobre, avec un second tour le 28 octobre. | Le Parti démocrate (conservateur), ancien parti unique, conserve de peu la majorité absolue des sièges au Parlement. |
| 28 octobre       | Côte d'Ivoire       | Présidentielle                 | Première élection présidentielle multipartite. | Félix Houphouët-Boigny du Parti démocratique (conservateur, ancien parti unique), au pouvoir depuis 1960, est réélu avec 81,7 % des suffrages, face à Laurent Gbagbo (Front populaire ivoirien, centre-gauche). |
| 28 octobre       | RSS de Géorgie      | Législatives                   | 1er tour | - |
| 28 octobre       | Tanzanie            | Législatives et présidentielle | La Tanzanie à cette date est un État à parti unique. Pour les élections législatives, les citoyens ont le choix dans chaque circonscription entre deux candidats du même parti. Pour l'élection présidentielle, ils doivent voter pour ou contre le candidat unique. Dernières élections de cette sorte avant l'introduction du multipartisme en 1992. | Le parti Chama cha Mapinduzi (« parti de la Révolution », socialisme africain et familialisme) conserve mécaniquement la totalité des sièges au Parlement. Le président Ali Hassan Mwinyi est réélu avec 97,8 % de suffrages favorables. |

### Novembre
| Date              | Pays                                        | Élections                      | Contexte | Résultats |
| ----------------- | ------------------------------------------- | ------------------------------ | --- | --- |
| 6 novembre        | États-Unis                                  | Législatives                   | Renouvellement d'un tiers du Sénat (chambre haute). | Le Parti démocrate (centre-gauche) consolide sa majorité absolue au Sénat. |
| 7 novembre        | Irlande                                     | Présidentielle                 | | Mary Robinson, sans étiquette mais soutenue par le Parti travailliste (centre-gauche) et le Parti des travailleurs (marxiste-léniniste) est élue présidente de la République avec 51,9 % des voix, face à Brian Lenihan du Fianna Fáil (centre-droit). |
| 11 novembre       | RSS de Géorgie                              | Législatives                   | 2d tour. Premières élections multipartites depuis 1919. | Le parti Table ronde-Géorgie libre (indépendantiste) remporte une majorité absolue des sièges au Soviet suprême, devançant le Parti communiste. L'assemblée élit Zviad Gamsakhourdia à la tête du pays, et déclare que la Géorgie n'est plus une « république socialiste soviétique ». |
| 11 novembre       | Guatemala                                   | Législatives et présidentielle | Unique tour des élections législatives, et 1er tour de l'élection présidentielle. (2d tour en janvier 1991.) | Parlement sans majorité. L'Union nationale du centre dépasse le parti Démocratie-chrétienne guatemaltèque et obtient la majorité relative au Congrès. |
| 12 novembre       | Samoa                                       | Référendum constitutionnel     | Deux questions sont posées aux citoyens : Faut-il établir le suffrage universel, plutôt que de permettre uniquement aux matai (chefs de famille traditionnels) de voter lors des élections ? Et faut-il créer une chambre haute au parlement ? Le référendum s'effectue lui-même au suffrage universel. | La première proposition est approuvée à 52,6 % ; la seconde, rejetée par 60,7 % des votants. |
| 18 et 25 novembre | République socialiste de Bosnie-Herzégovine | Législatives et présidentielle | Premières élections multipartites. La RS de Bosnie-Herzégovine à cette date est l'une des républiques fédérées de la Yougoslavie. La présidence de la république est exercée par un conseil de sept membres représentant les différentes communautés ethniques et religieuses. Les élections dans certaines parties du pays sont frauduleuses, avec beaucoup plus de suffrages exprimés que d'électeurs inscrits. | Alternance. Trois des sept présidents sont issus du Parti d'action démocratique (conservateur, nationaliste bosniaque) ; deux du Parti démocratique serbe (conservateur, nationaliste serbe) ; et deux de l'Union démocratique croate (conservateur, nationaliste croate). Alija Izetbegović (PDS) prend la présidence du présidium. Les législatives produisent un parlement sans majorité, où le PAD a une majorité relative des sièges. La Ligue des communistes, jusque-là parti unique, est reléguée à la quatrième place. Dans le contexte du démantèlement de la Yougoslavie, et des tensions ethniques, la guerre de Bosnie éclate en 1992. |
| 25 novembre       | Côte d'Ivoire                               | Législatives                   | Premières élections multipartites depuis 1957. | Le Parti démocratique (conservateur), ancien parti unique, conserve la quasi-totalité des sièges. |
| 11 et 25 novembre | République socialiste de Macédoine          | Législatives et présidentielle | Premières élections multipartites. La RS de Bosnie-Herzégovine à cette date est l'une des républiques fédérées de la Yougoslavie. | Alternance. Parlement sans majorité. Dans une assemblée très fragmentée, le VMRO-DPMNE (droite, nationalisme ethnique) devance la Ligue des communistes, jusque-là parti unique. Nikola Kljusev est nommé premier ministre. |
| 25 novembre       | Pologne                                     | Présidentielle                 | 1er tour | - |
| 29 novembre       | Égypte                                      | Législatives                   | 1er tour | - |

### Décembre
| Date             | Pays                                | Élections                      | Contexte | Résultats |
| ---------------- | ----------------------------------- | ------------------------------ | --- | --- |
| 2 décembre       | Allemagne                           | Législatives                   | Premières élections fédérales en Allemagne réunifiée (après l'intégration de l'Allemagne de l'Est le 3 octobre). | L'alliance du CDU/CSU (conservateurs) et du Parti libéral-démocrate conserve sa majorité au Bundestag. Helmut Kohl demeure chancelier. |
| 2 décembre       | Bénin                               | Référendum constitutionnel     | La nouvelle Constitution propose notamment l'introduction du multipartisme, et donc la fin du régime du parti unique. | La proposition est adoptée par 93,2 % des votants. Les premières élections multipartites ont lieu l'année suivante. |
| 6 décembre       | Égypte                              | Législatives                   | 2d tour | Le Parti national démocratique (nationaliste, autoritaire) conserve une très large majorité des sièges. Atef Sedki demeure premier ministre. |
| 9 décembre       | Colombie                            | Législatives                   | Élection d'une assemblée constituante, à la suite du référendum du mois de mai. L'élection s'effectue au scrutin proportionnel national, permettant à tous les partis d'être représentés à l'assemblée. Le pays à cette date est en proie aux violences terroristes orchestrées par les cartels de la drogue, qui assassinent des dirigeants politiques. | Parlement sans majorité. Le Parti libéral (centre-gauche), au pouvoir, obtient une majorité relative des sièges. |
| 9 décembre       | Pologne                             | Présidentielle                 | 2d tour. Première élection présidentielle au suffrage universel. | Lech Wałęsa (Solidarność, libéral) est élu avec 74,3 % des voix face à Stanisław Tymiński (sans étiquette, homme d'affaires). |
| 12 décembre      | République socialiste du Monténégro | Législatives et présidentielle | Premières élections multipartites. À cette date, la République socialiste du Monténégro est membre de la République fédérative socialiste de Yougoslavie. | La Ligue des communistes du Monténégro (ancien parti unique) conserve la majorité absolue des sièges au Parlement, devançant l'Union des forces pour la réforme (sociale-libérale). Momir Bulatović (communiste) est élu premier président de la République, avec 76,1 % des voix, devant Ljubiša Stanković (Union des forces pour la réforme). |
| 12 décembre      | Danemark                            | Législatives                   | | Parlement sans majorité. Poul Schlüter (Parti populaire conservateur) demeure premier ministre à la tête d'un gouvernement de coalition. |
| 16 décembre      | Haïti                               | Législatives et présidentielle | 1er tour. Premières élections démocratiques depuis l'indépendance du pays en 1804. | Jean-Bertrand Aristide (FNCD) est élu président de la République dès le premier tour, avec 67,5 % des voix. Le second tour des élections législatives a lieu le 20 janvier. |
| 23 décembre      | Guinée                              | Référendum constitutionnel     | Initiée par le Comité militaire de redressement national, qui est issu du coup d'État de 1984, la nouvelle Constitution propose notamment l'introduction du multipartisme, et donc la fin du régime du parti unique. | La proposition est adoptée par 98,7 % des votants. Les premières élections multipartites ont lieu en 1993. |
| 9 et 23 décembre | République socialiste de Serbie     | Législatives et présidentielle | À cette date, la République socialiste de Serbie est membre de la République fédérative socialiste de Yougoslavie. Premières élections spécifiquement serbes depuis 1911. | Le Parti socialiste de Serbie (nationaliste) obtient la majorité absolue des sièges au Parlement. Son candidat Slobodan Milošević est élu président de la République avec 65,3 % des voix. |
| 23 décembre      | République socialiste de Slovénie   | Référendum                     | Les citoyens sont appelés à voter pour ou contre l'indépendance du pays, et donc sa sécession vis-à-vis de la République fédérative socialiste de Yougoslavie. | La proposition est adoptée à 88,5 %. L'indépendance est déclarée le 26 juin 1991. |

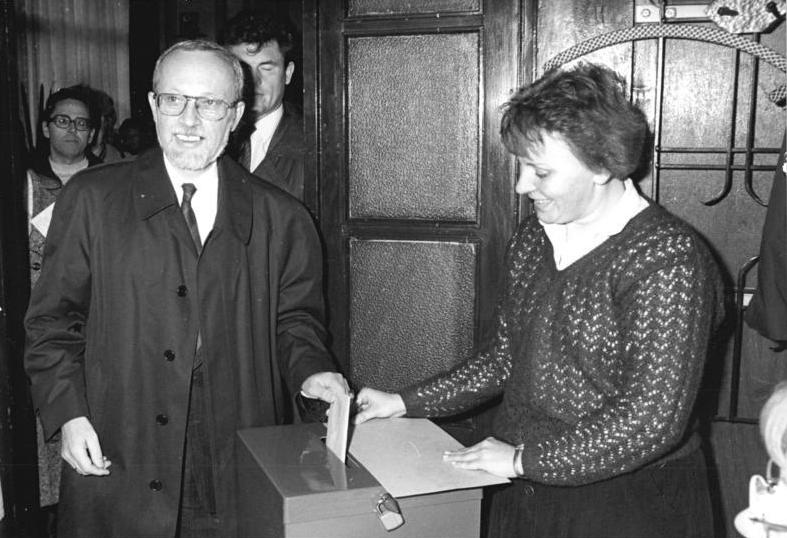
Lothar de Maizière, premier ministre d'Allemagne de l'Est d'avril à octobre, vote lors des législatives de l'Allemagne réunifiée en décembre.